# Chris Woods
Christopher Charles Eric "Chris" Woods (Lincolnshire, 14 de novembro de 1959) é um ex-futebolista profissional inglês que atuava como goleiro.

## Carreira
Chris Woods fez parte do elenco da Seleção Inglesa de Futebol, da Copa de 1986 e 1990.